# Buró Polític del Comitè Central del Partit Comunista de la Unió Soviètica
El Buró Polític del Comitè Central del Partit Comunista de la Unió Soviètica, més conegut com a simplement Politburó (rus: Политбюрó) va ser el màxim òrgan del govern i direcció del Partit Comunista de la Unió Soviètica (PCUS). Entre 1952 i 1956 se'l conegué com a Presidium. Aquest organisme estava format pels principals membres del Comitè Central i, teòricament, funcionava com l'oficina política (d'ací li venia el nom) de l'organisme. Els seus membres eren escollits per dirigir el Partit entre les sessions del Comitè Central, amb un mandat només extensiu al Partit. El Politburó era responsable davant el Comitè Central, i els seus membres estaven subjectes a les directrius i el control d'aquest.
En realitat, però, el Politburó funcionà com el principal òrgan de presa de decisions i control sobre el Comitè Central, i definia i realitzava les principals polítiques. Un cop una decisió era presa, s'informava d'aquesta al Comitè, al Soviet Suprem i al Congrés del Partit per al seu compliment. El control que el Politburó exercia sobre el govern era absolut, car la totalitat dels càrrecs eren portats a terme per membres del Partit, car es feia valer la disciplina partidària per a complir les ordres i instruccions. No obstant això, van existir una sèrie de situacions on organismes com el Comitè Central superaren el Presidium; com, per exemple, la derrota de l'anomenat "Grup Anti-Partit" el 1957.
A instàncies de Lenin, el 23 d'octubre de 1917, a punt de començar la Revolució d'octubre, s'establí una oficina política amb la finalitat específica de dirigir les grans trobades. Aquest precursor no sobreviuria a la guerra, reservant-se la direcció superior al Comitè Central. No obstant això, per motius pràctics, eren menys de la meitat els membres del Comitè Central que podien assistir a les reunions, tot i que aquell organisme prenia totes les decisions importants. Al VIII Congrés del PCUS, celebrat el 1919, es prengué la decisió de restablir l'organisme, que posteriorment esdevindria el nucli i veritable centre polític de la Unió Soviètica. Aquesta nova Oficina Política tenia la responsabilitat de decidir sobre aquells afers que, en atenció de la urgència i la necessitat d'una decisió ràpida, no podien esperar les deliberacions del Comitè Central. Aquest primer organisme estava format per cinc individus en qualitat de membres plens: Lenin, Trotski, Stalin, Kàmenev i Krestinski.
Tot i que en la seva estructura inicial el Politburó tenia el seu origen en les bases partidàries, a la pràctica es convertí, donada la influència de Lenin i d'altres membres destacats, en el principal reflex dels pesos i contrapesos polítics, així com la representació dels principals corrents d'opinió dins del Partit. Els seus integrants comptaven amb el suport dels seus aliats dins del mateix Politburó, així com al Comitè Central i fora d'aquests organismes.
Sota el govern de Stalin, el procés mitjançant el qual les estructures de poder dins del Partit i de l'Estat eren determinades d'una forma altament jerarquitzada. Al prendre el control de la Secretaria General del Partit, Stalin decidí tant la composició del Comitè Central com els integrants del Politburó, en lloc de generar-se de manera contrària. Aquesta estructura es modificà amb la mort de Stalin, afeblint-se la posició del Secretari General, i permetent que novament la composició de l'organisme fos un delicat joc de poders i influències, almenys fins que el nou Secretari General pogués consolidar la seva posició.

## Composició
El Politburó estava format per dues classes de membres: per una part estaven els membres plens i per l'altre els membres candidats. La diferència entre ells era que els candidats no tenien dret a vot en les decisions. La composició del mateix varià durant l'existència de la Unió Soviètica, tot i que per un general estava format per catorze membres plens i vuit candidats. Tot i que oficialment no hi havia una direcció dins d'aquest, el Secretari General del Partit, que normalment també era el Director del Comitè Central, tenia un paper preponderant en el seu funcionament. A la pràctica, els membres més poderosos del Politburó eren membres del Secretariat del Partit, encapçalats pel seu Secretari General. Aquell que només tenien seient en un d'aquest organismes eren els de més baixa i escassa influència dins del Partit. Només un grapat de dones van arribar a formar part del Politburó durant la seva existència, sent Iekaterina Fúrtseva la primera de totes elles.
Per evitar al màxim les disputes personals, així com per evitar les faccions, existia una antiga regla de procediment per la qual les crítiques més fortes circulaven amb antelació, per així evitar conflictes durant les mateixes reunions.
El 1990, en el marc del XXVIII Congrés del Partit, aquest decidí transferir els poders radicats al Politburó al Parlament, cessant aquest d'existir totalment després de l'intent de cop d'estat de l'agost de 1991.

## Integrants
Els noms dels membres del Politburó apareixen en negreta. Totes les eleccions i remocions del Politburó són per votació del Ple del Comitè Central, a menys que s'indiqui una altra cosa.
| Data                      | Notes |
| ------------------------- | --- |
| 23 d'octubre de 1917      | Andrei Búbnov, Grigori Zinóviev, Lev Kàmenev, Vladímir Lenin, Grigori Sokólnikov, Ióssif Stalin i Lev Trotski són escollits membres de l'Oficina Política en la reunió del Comitè Central. |
| 7 de novembre de 1917     | Revolució d'octubre a Petrograt; el Politburó cessa en les seves funcions. Membres del Comitè Central (agost de 1917 al 5 de març de 1918, entre el VI i VII Congrés del PCUS): Artiom (Sergéiev), Ian Berzin, Búbnov, Nikolai Bukharin, Fèlix Dzerjinski, Zinóviev, Kàmenev, Kolontai, Nikolai Krestinski, Lenin, Nikolai Miliutin, Matvei Murànov, Ivar Smilga, Sokólnikov, Stalin, Trotski, Moisei Uritskii i Stepan Xahumian. Membres candidats: Djaparidze, Iofe, Aleksei Kiselev, Georgi Oppókov, Preobrazhenski, Mikola Skrípnik, Ielena Stàssova i Varvara Iakovleva. Membres del Comitè Central (8 de març de 1918 al 17 de març de 1919, entre el VIII i el IX Congrés del PCUS): Artiom, Bukharin, Vladímirski, Dzerjinski, Zinóviev, Krestinski, Lashévich, Lenin, Svérdlov, Smilga, Sokólnikov, Stalin, Stàssova, Trotski, Shmidt. Membres candidats: Berzin, Iofe, Kiselev, Oppókov, Petrovski, Pēteris Stučka, Uritskii i Ixliàpnikov. |
| 25 de març de 1919        | Kàmenev, Krestinski, Lenin, Stalin i Trotski són escollits membres plens; Nikolai Bukharin, Zinóviev i Mikhaïl Kalinin són escollits membres candidats. |
| Juliol a setembre de 1919 | Ielena Stàssova, Secretària en Cap del Comitè Central, va ser membre temporal del Politburó entre els mesos de juliol i setembre de 1919, per acord entre el Politburó i l'Orgburo. |
| 5 d'abril de 1920         | Kàmenev, Krestinski, Lenin, Stalin i Trotski són escollits membres plens; Bukharin, Zinóviev i Kalinin són escollits membres candidats. |
| 16 de març de 1921        | Zinóviev, Kàmenev, Lenin, Stalin i Trotski són escollits membres plens; Bukharin, Kalinin i Viatxeslav Mólotov són escollits membres candidats. |
| 3 d'abril de 1922         | Zinóviev, Kàmenev, Lenin, Aleksei Ríkov, Stalin, Mikhaïl Tomski i Trotski són escollits membres plens; Bukharin, Kalinin i Mólotov són escollits membres candidats. |
| 26 d'abril de 1923        | Zinóviev, Kàmenev, Lenin, Rivov, Stalin, Tomski i Trotski són escollits membres plens; Bukharin, Kalinin, Mólotov i Ian Rudzutak són escollits membres candidats. |
| 21 de gener de 1924       | Lenin mor. |
| 2 de juny de 1924         | Bukharin, Zinóviev, Kàmenev, Rivov, Stalin, Tomski i Trotski són escollits membres plens; Dzerjinski, Kalinin, Mólotov, Rudzutak, Sokólnikov i Mikhaïl Frunze són escollits membres candidats. |
| 31 d'octubre de 1925      | Frunze mor. |
| 1 de gener de 1926        | Bukharin, Kliment Voroixílov, Zinóviev, Kalinin, Mólotov, Rivov, Stalin, Tomski i Trotski són escollits membres plens; Dzerjinski, Kàmenev, Grigori Petrovski, Rudzutak i Nikolai Uglànov són escollits membres candidats. |
| 20 de juliol de 1926      | Dzerjinski mor. |
| 23 de juliol de 1926      | Zinóviev és rellevat de les seves funcions; Rudzutak és escollit membre ple; Andréi Andreiev, Làzar Kaganòvitx, Kàmenev, Serguei Kírov, Anastàs Mikoian, Sergó Ordjonikidze, Petrovski i Uglànov són escollits membres candidats. |
| 23 d'octubre de 1926      | Trotski i Kàmenev són rellevats de les seves funcions en un ple conjunt del Comitè Central i la Comissió Central de Control. |
| 3 de novembre de 1926     | Ordjonikidze és rellevat de les seves funcions en un ple conjunt del Comitè Central i la Comissió Central de Control; Vlas Txubar és escollit membre candidat. |
| 19 de desembre de 1927    | Bukharin, Voroixílov, Kalinin, Kúibixev, Mólotov, Rivov, Rudzutak, Stalin i Tomski són escollits membres plens; Andreiev, Kaganòvitx, Kírov, Stànislav Kosior, Mikoian, Petrovski, Uglànov i Txubar són escollits membres candidats. |
| 29 d'abril de 1929        | Uglànov és rellevat de les seves funcions; Karl Bauman és escollit membre candidat. |
| 21 de juny de 1929        | Sergéi Sirtsov és escollit membre candidat. |
| 17 de novembre de 1929    | Bukharin és rellevat de les seves funcions. |
| 13 de juliol de 1930      | Voroixílov, Kaganòvitx, Kalinin, Kírov, Kosior, Valerian Kúibixev, Mólotov, Rudzutak, Rivov i Stalin són escollits membres plens; Andreiev, Mikoian, Petrovski, Sirtsov i Txubar són escollits membres candidats. |
| 1 de desembre de 1930     | Sirtsov és rellevat de les seves funcions. |
| 21 de desembre de 1930    | Rivov i Andreiev són rellevats de les seves funcions en un ple conjunt del Comitè Central i de la Comissió Central de Control; Ordjonikidze és escollit membre ple. |
| 4 de febrer de 1932       | Rudzutak és rellevat de les seves funcions; Andreiev és escollit membre ple. |
| 10 de febrer de 1934      | Andreiev, Voroixílov, Kaganòvitx, Kalinin, Kírov, Kosior, Kúibixev, Mólotov, Ordjonikidze i Stalin són escollits membres plens; Mikoian, Petrovski, Pàvel Póstixev, Rudzutak i Txubar són escollits membres candidats. |
| 1 de desembre de 1934     | Kírov és assassinat. |
| 25 de gener de 1935       | Kúibixev mor. |
| 1 de febrer de 1935       | Mikoian i Txubar són escollits membres plens; Andrei Jdànov i Robert Eije són escollits membres candidats. |
| 18 de febrer de 1937      | Ordjonikidze se suïcida. |
| 26 de maig de 1937        | Rudzutak és expulsat del Comitè Central i del Partit després d'haver estat detingut el 25 de maig de 1937. |
| 12 d'octubre de 1937      | Nikolai Iejov és escollit membre candidat. |
| 14 de gener de 1938       | Póstixev és rellevat de les seves funcions; Nikita Khrusxov és escollit membre candidat. |
| 29 d'abril de 1938        | Eije és detingut. |
| 3 de maig de 1938         | Kosior és detingut. |
| 16 de juny de 1938        | Txubar és rellevat de les seves funcions pel Politburó. |
| 22 de març de 1939        | Andreiev, Voroixílov, Jdànov, Kaganòvitx, Kalinin, Mikoian, Mólotov, Stalin i Khrusxov són escollits membres plens; Lavrenti Béria i Nikolai Ixvèrnik són escollits membres candidats. |
| 21 de febrer de 1941      | Nikolai Voznesenski, Gueorgui Malenkov i Aleksandr Ixtxerbakov són escollits membres candidats. |
| 10 de maig de 1945        | Ixtxerbakov mor |
| 18 de març de 1946        | Béria i Malenkov són escollits membres plens; Nikolai Bulgànin i Aleksei Kossyguin són escollits membres candidats. |
| 3 de juny de 1946         | Kalinin mor. |
| 26 de febrer de 1947      | Voznesenski és escollit membre ple. |
| 18 de febrer de 1948      | Bulgànin és aprovat com a membre ple por qüestionari. |
| 31 d'agost de 1948        | Jdànov mor. |
| 4 de setembre de 1948     | Kossyguin és aprovat com a membre ple por qüestionari. |
| 7 de març de 1949         | Voznesenski és rellevat de les seves funcions. |
| 16 d'octubre de 1952      | Andriànov, Averki Àristov, Béria, Bulgànin, Voroixílov, Semió Ignàtiev, Kaganòvitx, Korottxenko, Kuznetsov, Otto Kuusinen, Malenkov, Viatxeslav Màlixev, Mèlnikov, Mikoian, Mijàilov, Mólotov, Pervukhin, Panteleimon Ponomarenko, Maksim Sabúrov, Stalin, Mikhaïl Súslov, Khrusxov, Txesnokov, Ixvèrnik i Matvei Ixkiriàtov són escollits membres plens; Leonid Bréjnev, Andrei Vixinski, Arseni Zvèrev, Nikolai Ignàtov, Ivan Kabànov, Kossyguin, Nikolai Patòlitxev, Nikolai Pégov, Aleksandr Puzànov, Ivan Tevosian i Pavel Iudin són escollits membres candidats. Membres no oficials del Presídium: Béria, Bulgànin, Voroixílov, Kaganòvitx, Malenkov, Pervukhin, Sabúrov, Stalin i Khrusxov. |
| 5 de març de 1953         | Stalin mor. |
| 5 de març de 1953         | Béria, Bulgànin, Voroixílov, Kaganòvitx, Malenkov, Mikoian, Mólotov, Pervukhin, Sabúrov i Khrusxov són escollits membres plens en una sessió conjunta del Comitè Central, el Consell de Ministres i el Presídium del Soviet Suprem; Mir Bagírov, Mèlnikov, Ponomarenko i Ixvèrnik són escollits membres candidats. |
| 6 de juny de 1953         | Mèlnikov és rellevat de les seves funcions; Aleksei Kiritxenko és escollit membre candidat. |
| 26 de juny de 1953        | Béria és detingut. |
| 7 de juliol de 1953       | Béria és rellevat de les seves funcions. |
| 17 de juliol de 1953      | Bagírov és rellevat de les seves funcions. |
| 12 de juliol de 1955      | Kiritxenko i Súslov són escollits membres plens. |
| 27 de febrer de 1956      | Bulgànin, Voroixílov, Kaganòvitx, Kiritxenko, Malenkov, Mikoian, Mólotov, Pervukhin, Sabúrov, Súslov i Khrusxov són escollits membres plens; Bréjnev, Gueorgui Júkov, Nuritdin Mukhítdinov, Iekaterina Fúrtseva, Ixvèrnik, Dmitri Xepílov són escollits membres candidats. |
| 14 de febrer de 1957      | Frol Kozlov és escollit membre candidat. |
| 29 de juny de 1957        | Kaganòvitx, Malenkov, Mólotov i Xepílov són rellevats de les seves funcions. Àristov, Nikolai Beliàiev, Bréjnev, Bulgànin, Voroixílov, Júkov, Ignàtov, Kiritxenko, Kozlov, Kuusinen, Mikoian, Súslov, Fúrtseva, Khrusxov i Ixvèrnik són escollits membres plens; Ian Kalnberzin, Andrei Kirilenko, Korottxenko, Kossyguin, Kirill Màzurov, Basil Mjavanadze, Mukhítdinov, Pervukhin i Pjotr Pospélov són escollits membres candidats. |
| 29 d'octubre de 1957      | Júkov és rellevat de les seves funcions. |
| 17 de desembre de 1957    | Mukhítdinov és escollit membre ple. |
| 18 de juny de 1958        | Nikolai Podgorni i Dmitri Polianski són escollits membres candidats. |
| 5 de setembre de 1958     | Bulgànin és rellevat de les seves funcions. |
| 4 de maig de 1960         | Beliàiev i Kiritxenko és rellevat de les seves funcions; Kossyguin, Nikolai Podgorni i Polianski són escollits membres plens. |
| 16 de juliol de 1960      | Voroixílov és rellevat de les seves funcions. |
| 18 de gener de 1961       | Gennadi Vóronov i Víktor Grixin són escollits membres candidats. |
| 31 d'octubre de 1961      | Bréjnev, Vóronov, Kozlov, Kossyguin, Kuusinen, Mikoian, Podgorni, Polianski, Súslov, Khrusxov i Ixvèrnik són escollits membres plens; Grixin, Màzurov, Mjavanadze, Xarof Raxídov i Vladímir Ixtxerbitski són escollits membres candidats. |
| 23 d'abril de 1962        | Kirilenko és escollit membre ple. |
| 23 de novembre de 1962    | Leonid Iefrémov és escollit membre candidat. |
| 13 de desembre de 1963    | Ixtxerbitski és rellevat de les seves funcions; Pjotr Xélest és escollit membre candidat. |
| 17 de maig de 1964        | Kuusinen mor. |
| 14 d'octubre de 1964      | Khrusxov és rellevat de les seves funcions. |
| 16 de novembre de 1964    | Kozlov és rellevat de les seves funcions; Aleksandr Xelepin i Xélest són escollits membres plens; Pjotr Démitxev és escollit membre candidat. |
| 26 de març de 1965        | Màzurov és escollit membre ple; Dmitri Ustínov és escollit membre candidat. |
| 6 de desembre de 1965     | Ixtxerbitski és escollit membre candidat. |
| 8 d'abril de 1966         | Bréjnev, Vóronov, Kirilenko, Kossyguin, Màzurov, Arvid Pelxe, Podgorni, Polianski, Súslov, Xelepin i Xélest són escollits membres plens; Grixin, Démitxev, Dinmukhamed Konàiev, Petr Maixèrov, Mjavanadze, Raxídov, Ustínov i Ixtxerbitski són escollits membres candidats. |
| 21 de juny de 1967        | Iuri Andrópov és escollit membre candidat. |
| 9 d'abril de 1971         | Bréjnev, Vóronov, Grixin, Kirilenko, Kossyguin, Fedor Kulakov, Konàiev, Màzurov, Pelxe, Podgorni, Polianski, Súslov, Xelepin, Xélest i Ixtxerbitski són escollits membres plens; Andrópov, Démitxev, Maixèrov, Mjavanadze, Raxídov i Ustínov són escollits membres candidats. |
| 23 de novembre de 1971    | Mikhaïl Solómentsev és escollit membre candidat. |
| 19 de maig de 1972        | Borís Ponomariov és escollit membre candidat. |
| 18 de desembre de 1972    | Mjavanadze és rellevat de les seves funcions. |
| 27 d'abril de 1973        | Vóronov i Xélest és rellevat de les seves funcions; Andrópov, Andrei Gretxkó i Andrei Gromiko són escollits membres plens; Grigori Romànov és escollit membre candidat. |
| 16 d'abril de 1975        | Xelepin és rellevat de les seves funcions. |
| 5 de març de 1976         | Andrópov, Bréjnev, Gretxko, Grixin, Gromiko, Kirilenko, Kossyguin, Kulakov, Konàiev, Màzurov, Pelxe, Podgorni, Romànov, Súslov, Ustínov i Ixtxerbitski són escollits membres plens; Geidar Aliïev, Démitxev, Maixèrov, Ponomariov, Raxídov i Solómentsev són escollits membres candidats. |
| 26 d'abril de 1976        | Gretxko mor. |
| 24 de maig de 1977        | Podgorni és rellevat de les seves funcions. |
| 3 d'octubre de 1977       | Konstantín Txernenko és escollit membre candidat. |
| 17 de juliol de 1978      | Kulakov mor. |
| 27 de novembre de 1978    | Màzurov és rellevat de les seves funcions; Txernenko és escollit membre ple; Nikolai Tíkhonov i Eduard Xevardnadze són escollits membres candidats. |
| 27 de novembre de 1979    | Tíkhonov és escollit membre ple; Mikhaïl Gorbatxov és escollit membre candidat. |
| 4 d'octubre de 1980       | Maixèrov mor en un accident automobilístic. |
| 21 d'octubre de 1980      | Kossyguin és rellevat de les seves funcions; Gorbatxov és escollit membre ple; Kiselev és escollit membre candidat. |
| 3 de març de 1981         | Andrópov, Bréjnev, Gorbatxov, Grixin, Gromiko, Kirilenko, Konàiev, Pelxe, Romànov, Súslov, Tíjonov, Ustínov, Txernenko i Vladímir Ixtxerbitski són escollits membres plens; Heydar Aliïev, Démitxev, Kiselev, Vasili Kuznetsov, Borís Ponomariov, Raxídov, Solómentsev i Xevardnadze són escollits membres candidats. |
| 25 de gener de 1982       | Súslov mor. |
| 24 de maig de 1982        | Dolgij és escollit membre candidat. |
| 10 de novembre de 1982    | Bréjnev mor. |
| 22 de novembre de 1982    | Kirilenko és rellevat de les seves funcions; Aliïev és escollit membre ple. |
| 11 de gener de 1983       | Kiselev mor. |
| 29 de maig de 1983        | Pelxe mor. |
| 15 de juny de 1983        | Vitali Vorotnikov és escollit membre candidat. |
| 31 d'octubre de 1983      | Raxídov se suïcida. |
| 26 de desembre de 1983    | Vorotnikov i Solómentsev són escollits membres plens; Víktor Txebrikov és escollit membre candidat. |
| 9 de febrer de 1984       | Andrópov mor. |
| 20 de desembre de 1984    | Ustínov mor. |
| 10 de març de 1985        | Txernenko mor. |
| 23 d'abril de 1985        | Iegor Ligatxov, Nikolai Rijkov i Txebrikov són escollits membres plens; Sergei Sokolov és escollit membre candidat. |
| 1 de juliol de 1985       | Romànov és rellevat de les seves funcions; Xevardnadze és escollit membre ple. |
| 15 d'octubre de 1985      | Tíjonov és rellevat de les seves funcions; Nikolai Talizin és escollit membre candidat. |
| 18 de febrer de 1986      | Grixin és rellevat de les seves funcions; Borís Ieltsin és escollit membre candidat. |
| 6 de març de 1986         | Aliïev, Vorotnikov, Gorbatxov, Gromiko, Lev Zaikov, Konàiev, Ligatxov, Rijkov, Solómentsev, Txebrikov, Xevardnadze i Ixtxerbitski són escollits membres plens; Démitxev, Vladimir Dolgij, Ieltsin, Nikolai Sliunkov, Sokolov, Iuri Soloviev i Talizin són escollits membres candidats. |